# Podčeskoleská pahorkatina
Podčeskoleská pahorkatina je geomorfologický celek a členitá kerná pahorkatina rozkládající se v pokleslém území chebsko-domažlického příkopu.

## Geologie
Leží na krystalinických horninách barrandienu (ruly, pararuly, svory, žuly, amfibolity, gabro, diority). Četné jsou rozsáhlé zbytky třetihorních zarovnaných povrchů (etchplén, pediplén) a mělké tektonické kotliny s neogenními sedimenty, ve střední části se nachází velké množství rybníků. Rovnoměrně jsou rozloženy nízké suky, strukturní hřbety a tvary zvětrávání a odnosu žulových hornin.

## Ochrana přírody
Do území celku zasahuje Chráněná krajinná oblast Český les vyhlášená v roce 2005.